# Deporaus affectatus
Deporaus affectatus là một loài bọ cánh cứng trong họ Rhynchitidae. Loài này được Faust miêu tả khoa học năm 1887.